# East Moline, Illinois
East Moline là một thành phố thuộc quận Rock Island, tiểu bang Illinois, Hoa Kỳ. Năm 2010, dân số của thành phố này là 21302 người.

## Dân số
Dân số qua các năm:
- Năm 2000: 20333 người.
- Năm 2010: 21302 người.